# Bullet the Blue Sky
Pistes de The Joshua Tree
With or Without You
(3) Running to Stand Still
(5)
Bullet the Blue Sky est une chanson du groupe de rock irlandais U2, enregistrée en 1986. C'est la quatrième piste de leur 5e album The Joshua Tree, sorti en mars 1987 sous le label Island Records. Elle est présente aussi en 16e position, mais dans sa version live, sur l'album Rattle and Hum, publié en octobre 1988. Ce morceau a été inspiré par les voyages de Bono au Nicaragua et surtout au Salvador, pays meurtri par la dictature militaire soutenu par les Etats-Unis. Irrité par ce qu’il a vu, Bono a demandé au guitariste The Edge de « mettre du Salvador dans son ampli » afin d'obtenir un son lourd et nerveux, proche de Led Zeppelin. Bullet The Blue Sky est l'une des chansons les plus ouvertement politiques du groupe, dont les performances live sont souvent très critiques à l'égard des conflits politiques et de la violence. Elle a été interprétée près de 800 fois en concert depuis 1987.

## Thématique
Cette chanson tire son origine d'une visite de Bono et de sa femme Alison Stewart au Salvador à l'automne 1986. Sur place, ils constatent la brutalité de la dictature militaire soutenue par les États-Unis, notamment par les attaques d'avions F16 sur les villages. Un pays à feu et à sang, des balles volant au-dessus de leur tête et un sentiment d'impuissance et de frustration impossible à décrire. Quand il revient en Irlande pour l'enregistrement de The Joshua Tree, Bono demande à The Edge : « de mettre du Salvador dans son ampli ». Le son lourd et nerveux de Bullet the Blue Sky rappelle Led Zeppelin, assumé et revendiqué par le groupe. Les paroles parlent de l'impérialisme américain et du racisme. En 2003, le titre sera repris par le groupe de métal Sepultura sur son album Roorback. La chanson est régulièrement interprétée dans les tournées de U2 depuis 1987, notamment à l'Innocence + Experience Tour en 2015.

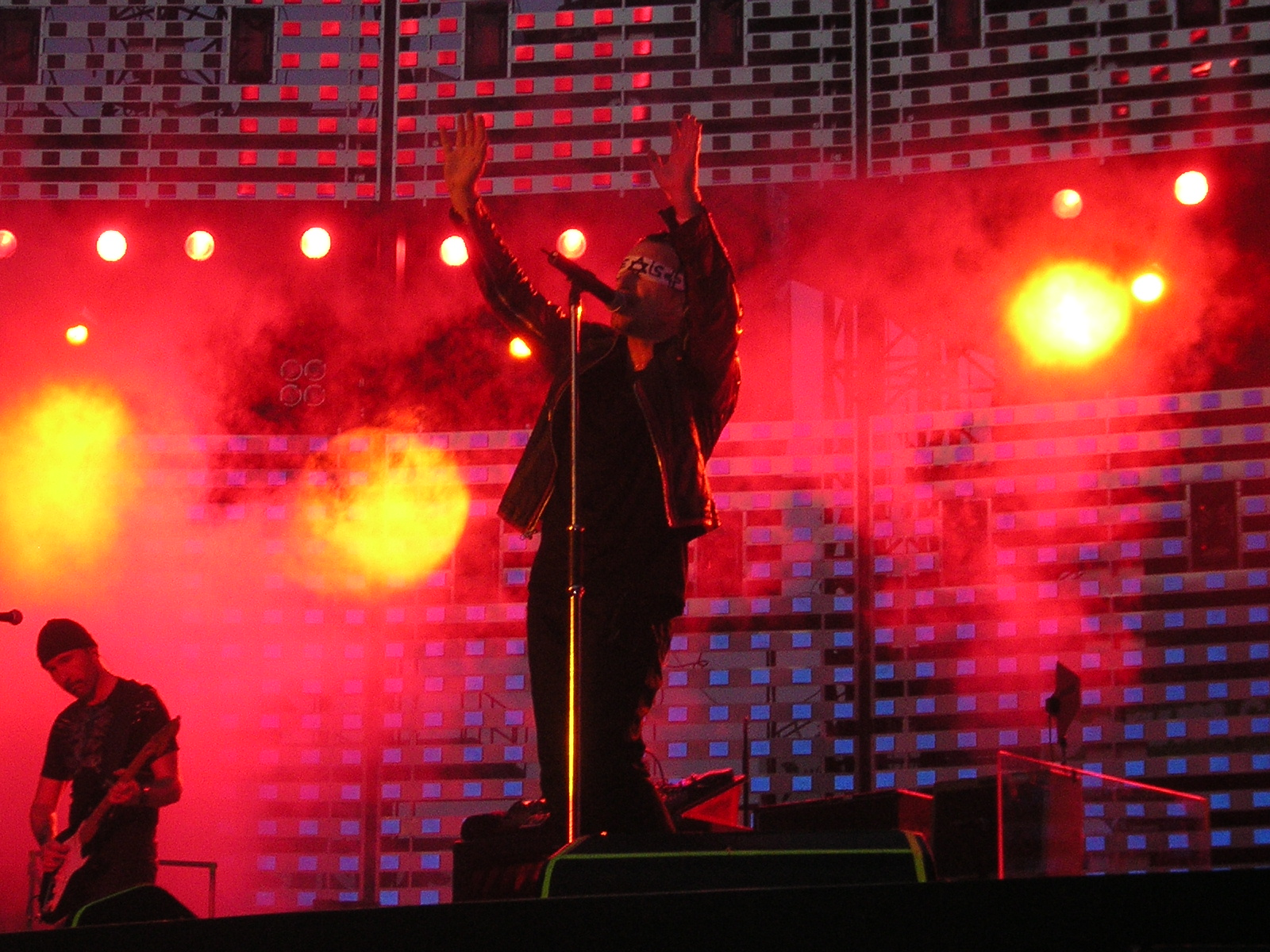
Interprétation de Bullet the Blue Sky lors du Vertigo Tour en 2005.

## Bullet The Blue Skyraconté par Bono
Le leader de U2 déclare qu’il a visité le Salvador avec quelques Américains qui « offraient du réconfort aux réfugiés de la guerre ». « Je me souviens que le sol tremblait et je me souviens de l’odeur. Je suppose que c’était l’odeur d’une zone de guerre », se rappelle le chanteur. Et alors qu’il déclare qu’il ne se sentait pas en danger sur le moment, il savait que des vies étaient perdues non loin de lui. Même s’il a déclaré avoir vu des choses « vraiment difficiles à expliquer », il avait l’impression qu’il pouvait raconter ce qui se passait au travers de chansons.
Bono a raconté à The Edge ce qu’il avait vécu au Salvador, et avec un clin d’œil à Jimi Hendrix, The Edge a inclus la « peur et la haine » dans son solo de guitare que l’on entend dans la chanson. « Nous avons mis mes sentiments dans la chanson Bullet The Blue Sky », raconte-t-il.
Bono explique comment les paroles se sont développées. « J’ai utilisé le langage des Saintes Écritures pour décrire la situation : « In the howling wind comes a stinging rain / See it driving nails /Into the souls in the tree of pain / From a firefly, a red orange glow / See the face of fear / Running scared on the valley below/ Bullet the blue sky ».
Le personnage que Bono a créé, le visage rouge comme une rose dans un buisson d’épines (« face red like a rose in a thorn bush ») et qui « effeuille ces dollars » « peeling off those dollar bills », représente Ronald Reagan. « En tant que partisan de la non-violence, j’ai eu une réaction violente face à ce dont j’étais témoin », explique-t-il.

## Postérité
En 2004, le magazine Mojo place Bullet the Blue Sky à la 17e place sur sa liste des 100 morceaux de rock épique.  En 2018, la revue Q inclut la chanson dans sa liste des 50 plus grandes chansons révolutionnaires et  l'écrivain Niall Doherty déclare : « Ce n'est pas sans ironie qu'elle est devenue la chanson la plus puissante de l'album qui a fait de U2 des stars en Amérique. Bono raconte les horreurs de la politique étrangère américaine dans des stades pleins à craquer, soir après soir ».   Dans le hors-série des Inrockuptibles consacré à U2 en 2017, Emmanuelle Delsol parle de «  morceau extraordinaire, dans lequel la tension métallique monte au rythme de la batterie de Larry Mullen Junior et de la basse d'Adam Clayton, comme au meilleur de War [...]. »  Enfin, pour  Sophie Bourdais de Télérama en 2023, « c’est dans la version live de Rattle and Hum qu’on ressent le mieux la colère qui déborde de cette chanson très politique. [...] The Star-Spangled Banner (version Jimi Hendrix) en intro, rythmique obsédante, déflagrations sonores, accents de prophète dans la voix du chanteur, tout fait frissonner. »

## Reprises
| Année | Reprise par                                   | Album                                      |
| ----- | --------------------------------------------- | ------------------------------------------ |
| 1998  | Human                                         | Out of the Dust                            |
| 1999  | P.O.D.                                        | The Fundamental Elements of Southtown      |
| 2000  | Kane                                          | With or Without You                        |
| 2000  | Richard Cheese and Lounge Against the Machine | Lounge Against the Machine                 |
| 2003  | Sepultura                                     | Revolusongs et Roorback                    |
| 2007  | Marcus Satellite avec Provensen               | The Marcus Satellite Tribute to U2         |
| 2007  | Marcus Satellite avec JVB                     | The Marcus Satellite Tribute to U2         |
| 2007  | Queensrÿche                                   | Take Cover                                 |
| 2008  | Vieux Farka Touré                             | In the Name of Love : Africa Celebrates U2 |
| 2009  | Electrøn Love Theory featuring Trish Shallest | In the Shadows of U2                       |

## Charts
| Classement (1987)              | Position maximale |
| ------------------------------ | ----------------- |
| US Billboard Album Rock Tracks | 14                |